# Odontofroggatia quinifuniculus
Odontofroggatia quinifuniculus is een vliesvleugelig insect uit de familie Eurytomidae. De wetenschappelijke naam is voor het eerst geldig gepubliceerd in 2010 door Feng & Huang.